# Carl Heinrich Graun
Carl Heinrich Graun (7 de maio de 1704 – 8 de agosto de 1759) foi um compositor e tenor alemão. Junto com Johann Adolph Hasse, é considerado o mais importante compositor alemão de ópera italiana de seu tempo.

## Biografia
Graun nasceu em Wahrenbrück no Eleitorado da Saxônia. Em 1714, seguiu seu irmão, Johann Gottlieb Graun, para a escola da Kreuzkirche, Dresden, e cantou no Dresdner Kreuzchor e no coro da Opernhaus am Zwinger. Estudou canto com Christian Petzold e composição com Johann Christoph Schmidt [de] (1664–1728). Em 1724, Graun mudou-se para Braunschweig, cantando na casa de ópera e escrevendo seis óperas para a companhia. Em 1735, Graun mudou-se para Rheinsberg em Brandemburgo, depois de ter escrito a ópera Lo specchio della fedeltà para o casamento do então príncipe herdeiro Frederico (o Grande) e Elisabeth Christine no Schloss Salzdahlum em 1733. Ele foi Kapellmeister de Frederico, o Grande, desde sua ascensão ao trono em 1740 até a morte de Graun dezenove anos depois em Berlim.

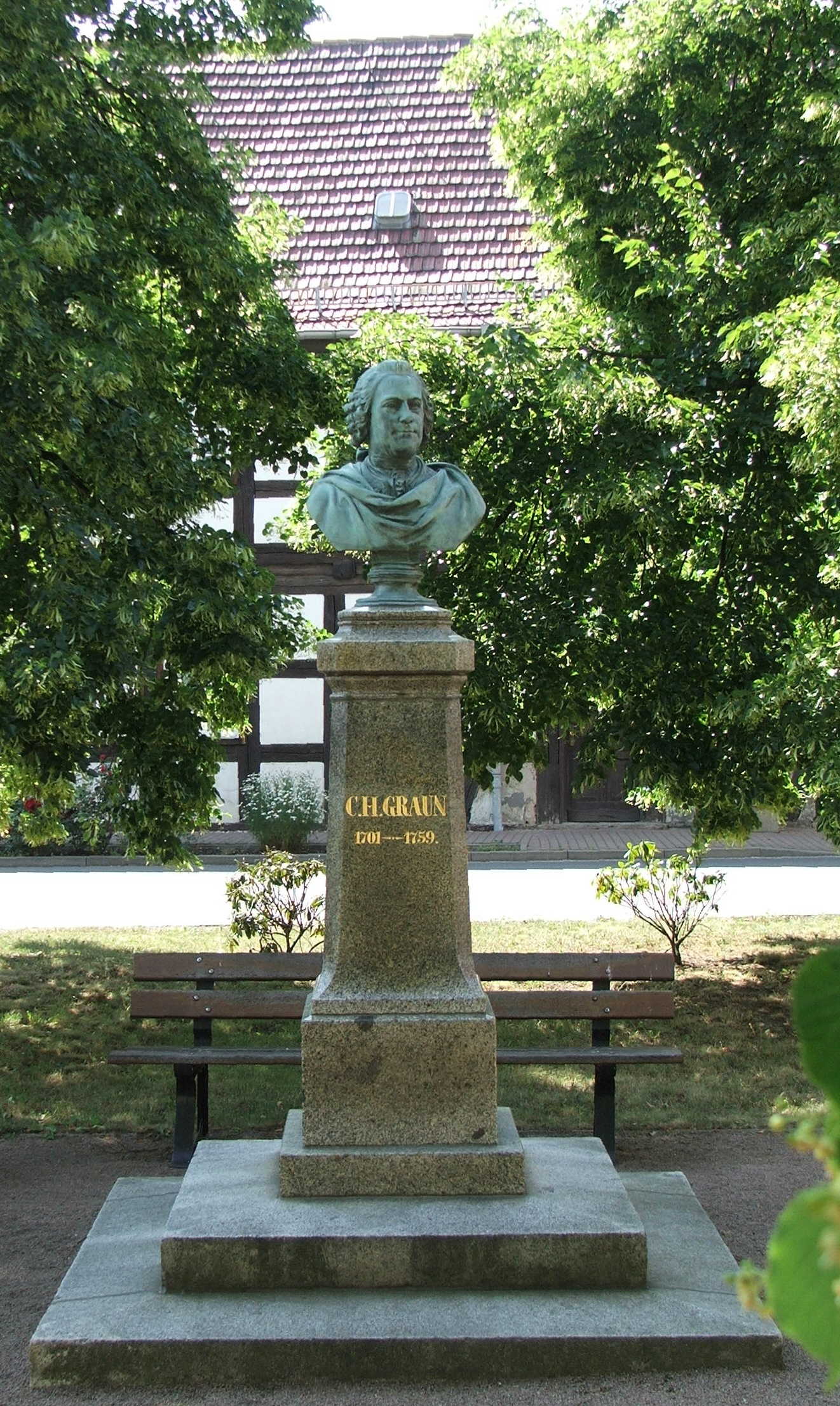
Memorial de Graun em Wahrenbrück

Graun escreveu várias óperas. Sua ópera Cesare e Cleopatra inaugurou a abertura da Ópera Estatal de Berlim (Königliche Hofoper) em 1742. Montezuma (1755) foi escrita com libreto do Rei Frederico. Suas obras raramente são apresentadas hoje, embora sua cantata da paixão Der Tod Jesu (A Morte de Jesus, 1755) tenha sido frequentemente executada na Alemanha por muitos anos após sua morte. Suas outras obras incluem concertos e trio sonatas. Ele era conhecido por uma particularmente boa adequação de texto, provavelmente devido à sua formação como vocalista.
Casou-se duas vezes e teve uma filha, que se tornou cantora, de seu primeiro casamento e quatro filhos de seu segundo. Seu tataraneto, Vladimir Nabokov, tornou-se um eminente romancista do século XX.

## Obras

### Obras para palco
- Polydorus (5 atos, 1726–28)
- Iphigenia in Aulis (3 atos 1728)
- Scipio Africanus (3 atos, 1732)
- Lo specchio della fedeltà (3 atos, 1733)
- Pharao Tubaetes (5 atos, 1735)
- Rodelinda, regina de' langobardi (3 atos, 1741)
- Cesare e Cleopatra (3 atos, 1742)
- Artaserse, libreto de Metastasio (3 atos, 1743)
- Catone in Utica, libreto de Metastasio (3 atos, 1743)
- Alessandro e Poro, libreto de Metastasio (3 atos, 1744)
- Lucio Papirio (3 atos, 1744)
- Adriano in Siria, libreto de Metastasio (3 atos, 1746)
- Demofoonte, libreto de Metastasio (3 atos, 1746)
- Cajo Fabricio (3 atos, 1746)
- Le feste galanti (1747)
- Cinna (3 atos, 1748)
- L'Europa galante (1748)
- Ifigenia in Aulide (3 atos, 1748)
- Angelica e Medoro (3 atos, 1749)
- Coriolano (3 atos, 1749)
- Fetonte (3 atos, 1750)
- Il Mithridate (3 atos, 1751)
- L'Armida (3 atos, 1751)
- Britannico (3 atos, 1751)
- L'Orfeo (3 atos, 1752)
- Il giudizio di Paride (1 ato, 1752)
- Silla (3 atos, 1753)
- Semiramide (3 atos, 1754)
- Montezuma (3 atos, 1755)
- Ezio, libreto de Metastasio (1755)
- I fratelli nemici (3 atos, 1756)
- La Merope (3 atos, 1756)

### Outras obras
- Te Deum
- Ein Lämmlein geht und trägt die Schuld, Cantata da Paixão (ca. 1730)
- Kommt her und schaut (Große Passion) (1730)
- Der Tod Jesu, Cantata da Paixão (1755)
- Oratorium in Festum Nativitatis Christi, Oratório de Natal
- Oratório de Páscoa
- Seis Cantatas Italianas
- Concerto para Trompa, Cordas e Cravo em Ré maior
- Lieder (1743)
- Sinfonia em Dó maior
- Concerto para Viola da gamba
- Concerto para Cravo em Dó menor
- Giga em Si bemol menor